# IPhone 5
iPhone 5是由蘋果公司設計及開發的觸控式螢幕智能手機，是第六代的iPhone，繼前一代為iPhone 4S，而後一代為iPhone 5S及iPhone 5C。
iPhone 5於2012年9月12日正式亮相，並作為新聞發布活動的一部分，並於2012年9月12日正式推出。iPhone 5是第一款於9月發布的iPhone，為隨後的iPhone發布定下了趨勢。這是由史提夫·喬布斯監督下的最後一部iPhone，並完全在提姆·庫克的指導下開發。
iPhone 5與其前代相比，其主要設計上有所變化，其外觀設計被重新塑造為鋁材基體的三段式機身，比前代型號更薄更輕，及擁有更高解析度及更廣闊的4英寸觸控式螢幕，縱橫比接近16:9的寬屏幕格式，加長但不加寬的設計確保了單手操作的手握感。這款手機包括了一個自家設計的Apple A6系統單晶片，使用iOS 6操作系统，支援3.9G級別的LTE高速行動網路，以及一個全新的底座連接器以取代之前iPhone機型所使用的30針設計，和Lightning接頭。它是繼iPhone 4S後第二款包含新款索尼製造的800萬像素相機的蘋果公司手機。
蘋果公司於2012年9月14日開始接受預購，並在接受訂單的首24小時內，總共收到逾200萬的預購數量。2012年9月21日，消費者對iPhone 5的初步需求已超過其供應量，蘋果公司形容為「非凡」，預購訂單的售罄速度比其前者快20倍。雖然外界對iPhone 5的總體評價上是積極的，但消費者和評論者都注意到其硬件問題，例如拍攝的照片中出現意外的紫色色調，以及手機的塗層容易碎裂的問題。蘋果公司決定改用不同的底座連接器設計，因為這一變化影響了iPhone 5與配件的兼容性，跟系列的前幾代機型不兼容。
隨著iPhone 5S及iPhone 5C的發布，蘋果公司於2013年9月10日正式停产iPhone 5，其生產時間壽命僅為12個月，是系列中第二短的壽命，打破了蘋果公司在新機型發布後以低價銷售現有iPhone型號的標準做法。後來這情況被iPhone X打破，它於2017年11月至2018年9月僅生產了10個月。後來它成為中端手機，在iPhone 5C推出後成為入門級裝置；5C的內部硬件規格幾乎與它相同，然而它有一個較便宜的聚碳酸酯外觀。
iPhone 5支援iOS 6、iOS 7、iOS 8、iOS 9和iOS 10。繼iPhone 4S之後，iPhone 5是第二款支援iOS的五個主要版本的iPhone。

## 歷史
在蘋果公司發布iPhone 4S後不久，就開始流傳有關iPhone 5的傳聞，直到2012年6月，才出現細節的洩漏。2012年7月30日，有報導指出了iPhone 5的亮相與發布日期，以及對其功能的一些準確預測。2012年9月4日，蘋果公司向媒体寄出邀請函，公布他們將會於2012年9月12日在三藩市芳草地藝術中心舉行的活動。
在揭幕儀式上，蘋果公司宣布推出iPhone 5的同時還推出了新的iPod Nano和iPod touch。他們還表示，各產品從2012年9月14日開始接受預訂。iPhone 5在開售的首24小時內收到逾200萬宗的預購訂單，新款手機的初始需求量已超越其前身的所有產品所創下的紀錄，開售首三天銷售已達逾500萬部的記錄。2012年11月30日，蘋果公司將iPhone 5的解鎖版本新增到他們於美國的網上商店，16GB型號的定價為$649美元起。
2013年9月10日，蘋果公司在推出後續版本iPhone 5s和iPhone 5c後，宣佈iPhone 5停產。雖然跟iPhone 5C同用幾乎相同的內部硬件，然而5C使用低成本的聚碳酸酯塑料外殼以取代iPhone 5原有的鋁合金外殼。5C的推出偏離了蘋果公司之前訂下的市場策略，前代的iPhone型號將繼續投入生產，但以低於新機型的價格出售。這款手機也是喬布斯於2011年度這段開發期間內，所能參與開發的最後手機產品。
2014年4月28日，蘋果公司發起了一項超出保修期的召回計劃，免費更換2013年3月之前生產的iPhone 5型號任何故障的電源按鈕。2014年8月23日，蘋果公司公布了一項用於更換iPhone 5型號的電池的計劃，指在2012年9月至2013年1月間出售的iPhone 5「可能會突然縮短電池續航時間或需要更頻繁地充電」。

### 訴訟
隨著iPhone 5的發布，三星宣布，它正在就蘋果公司的八項專利的侵權行為而提出訴訟。該案件自2014年開始。在一份聲明中，三星表示他們「在別無選擇下，只能採取必要措施保護我們的創新和知識產權」。涉及兩宗專利侵權案件之間的訴訟一直在進行中，並有幾宗在世界各地的訴訟案件正進行中。

## 效能

### 設計
蘋果公司在其新聞發布會上強調iPhone 5經改進的構建質量。先前版本中所使用的框架被重新設計為使用鋁複合框架。iPhone 4和iPhone 4s使用的是不銹鋼而不是鋁，這是由於喬布斯對金屬的偏愛，他認為「使用時看起來很漂亮」。
iPhone 5比前代的iPhone 4s薄了18％，輕了20％，總體積減少了12％。手機的鋁製機身就是0.30英寸（7.6 mm）厚。在2012年9月的會議上，蘋果公司聲稱它是世界上最薄的7.6毫米智能手機，雖然這個說法有爭議，因為中國的Oppo Finder更薄，一些其他的智能手機可以被認為更薄，這取決於測量厚度的位置。Oppo Finder在其最薄點測量到6.65 mm（0.262英寸），並在其最厚的位置測量到的數值為7.1 mm（0.28英寸），使其整體比iPhone更薄。

### 硬件
iPhone 5搭載了Apple A6的系統單晶片，該晶片包括一個1.3 GHz的雙核處理器，1GB的RAM，和以266MHz運行的三核心PowerVR SGX543MP4。iPhone 5的操作記憶體（LPDDR2-1066 eDRAM）為前代A5的兩倍。其可用存儲容量與iPhone 4S相同，固定為16GB、32GB或64GB；並不支援SD卡。iPhone 5具三種不同的手機型號：一種支援CDMA和兩種支援GSM版本。由於哪個版本的裝置實際上可以在哪些國家/地區使用，這可能可能會產生連鎖反應。這款手機採用nano-SIM，比iPhone 4和iPhone 4S所用的micro-SIM還要小。其電池為可充電的鋰離子電池，是內置並且不能被用戶自行替換，其充電容量為1440mAh。它的通話時間則≤8小時，而待機時間為≤225小時，3G及LTE上網可使用8小時，而WiFi上網則可使用10小時，影片播放也可使用10小時。
顏色方面，iPhone 5有兩種選擇，黑色（黑色玻璃和板岩金屬飾邊）和白色（白色陶瓷和銀色金屬飾邊），雖然實現方式不同，然而再次使用與其前身iPhone 4S相同的顏色選項。iPhone 5保留了iPhone 4s上800萬像素的後置鏡頭，但改善了低光性能，其拍攝速度比前者提升了40％。當強光源出現於照片中時，仍具有紫色色調。其前置相機為120萬像素，可用作FaceTime功能，惟相機應用程式的分辨率較低。
在《Geekbench》及《GLBenchmark》的網站上進行驗證蘋果公司所包含的幾項聲明的硬件基準測試中，並且在裝置揭幕時提到的這些都包括兩倍的速度和兩倍的圖形性能。在Geekbench的整體硬件評估中，iPhone 5獲得的評分大約是iPhone 4S的2.5倍；而利用GLBenchmark為iPhone 5進行的基準測試評分比iPhone 4S好了2倍。然而這結果並不一致，因為使用Passmark的3D圖形基準評估回來的分數僅比iPhone 4S好了約1.45倍。由《AnandTech》進行的電池壽命評估得出的結論，iPhone 5的電池續航時間比它的前身在執行某些任務時候短，然而當執行其他任務時，iPhone 5電池比iPhone 4S的更耐用。
Retina顯示屏的解析度為1,136×640，縱橫比幾乎正好是16：9（減去一行額外的水平像素）。iPhone 5的螢幕對角線尺寸為4英寸，對比iPhone 4及iPhone 4S的5.7英寸的顯示尺寸，iPhone 5的顯示尺寸為6.7平方英寸。其像素密度保持在iPhone 4S的326ppi。iPhone 5的屏幕圖標以６行矩陣排列，每行４個圖標。屏幕尺寸的增加讓第六行圖標新增到iPhone 4中存在的五行圖標中。聲寶的內嵌式觸摸傳感器技術使屏幕更薄，從而可以實現更薄的手機。屏幕的色彩飽和度比其前一代產品高出44％。iPhone 5有三個用於靜音消噪和視頻通話功能的麥克風。
2014年4月28日，蘋果公司發起了一項超出保修期的召回計劃，免費更換任何於2013年3月之前生產具故障的iPhone 5電源按鈕。
2014年8月23日，蘋果公司公佈了一項關於更換iPhone 5電池的計劃，指2012年9月至2013年1月期間售出的iPhone 5「可能會突然縮短電池的續航生命或需要更頻繁地充電」。

### 軟件
iPhone 5採用了蘋果公司的流動操作系統iOS。iOS的使用者介面是基於直接操控的概念，使用多點觸控手勢。界面控制元素包括滑動，開關和按鈕。操作系統的互動包括滑動，點擊，捏合和反向捏合等手勢，所有這些手勢於iOS操作系統及其多點觸控界面的上下文中具有特定的定義。某些應用程式使用內部加速度計來對裝置的搖動作出回應（一個常見的結果是撤消命令），或是垂直旋轉（常見於從縱向模式切換到橫向模式）。
iPhone 5搭載著於2012年9月19日發布的iOS 6。許多iPhone 5的功能特別適用於僅在某些地區發布的iOS 6.0操作系統。Apple表示這是一個滾動計劃，這將花費更長的時間跨越更多地區來實施。
該手機可以作為熱點，透過WiFi，藍牙或USB分享其互聯網連接，並且能進入應用程式商店，那是由蘋果公司開發及維護的在線應用程式的iOS數碼分發平台。該服務容許用戶從使用蘋果公司發布的Xcode及iOS軟體開發工具包以在ITunes Store搜尋和下載流動應用程式。
iPhone 5可以播放音樂、電影、電視節目、電子書、有聲讀物和播客，並可以按分類對其媒體庫進行排序，包括歌曲，藝人，專輯，視頻，播放列表，流派，作曲人，播客，有聲讀物和合輯。除了播放列表外，選項總會按字母順序顯示，但仍保持著iTunes對它們的排序。用戶可以將其裝置旋轉至橫向模式以進入Cover Flow。就如iTunes上一樣，此功能以滾動照片庫來顯示不同的專輯封面。用戶能透過在屏幕上滑動手指來實現滾動。要不，耳機控制可用於暫停，播放，跳過或重複曲目。在iPhone 5上，可以利用隨裝置附上的蘋果公司耳機來改變音量，語音控制功能可用於識別音軌、特定藝人或播放列表中的歌曲，又或創建Genius播放列表。
iPhone 5與iPhone 4S同樣也有Siri，用戶可通過語音指令操作iPhone。iOS 6中的軟件改善至包括進行預訂餐廳、啟動應用程式或命令Facebook或Twitter進行更新，檢視電影評論及詳細的體育項目統計。在iPhone 5上，語音助手可以將語音轉換為文本以協助發短訊。除了常規的短訊外，iPhone 5上的消息傳遞還可透過iMessage，那是一種容許無限量發短訊至運行iOS 5或更高版本的蘋果公司裝置的專門即時通訊程式和服務。此程式支援包含的內容如文本中的圖像和聲音，跟該裝置語音控制的軟件助手整合，並讀取確認已發送的訊息。裝置的輸入來自屏幕上的多點觸控，或透過對著麥克風說話來把語音轉成文字。iPhone 5內置了一個多國語言的拼寫檢查功能，它可識別許多不同語言的口音，從而對已輸入的文字可得到軟件的預計及建議。
iOS 6有多個新增的及或經更新的應用程式，其中包括蘋果地圖和Apple Wallet。蘋果公司的內置地圖應用程式取代了從前由谷歌地圖提供的地圖應用程式，其一直被普遍痛罵，並且在現時眾多競爭性地圖應用程式之中缺乏許多功能。它使用蘋果公司新的矢量引擎，消除了延遲，使縮放更流暢。「地圖新手」是口述指示的精細導航地圖，配合著一些主要城市的3D視角與實時交通結合的地圖。OS 6能通過其新的Passbook應用程式檢索文件檔如登機證、門票、優惠券及會員卡。用戶在那些具兼容硬件的地方使用iOS裝置上的Passbook應用程式，就能在條碼掃描器下進行掃描以處理移動支付。該應用程式具有內容感知功能，例如在特定商店附近時提供相關優惠券的通知。
Facebook透過蘋果公司的iOS 6本機應用程式得到整合，它的功能可以直接從裝置的應用程式中進行訪問，例如行事曆可以跟Facebook的事情進行同步，或在App Store中使用Facebook的讚好按鈕。
一用戶可以在iOS 6中使用新的隱私設定。除了位置服務之外，iOS 6還增加了以下內容：照片（在iOS 5中部分受限制）、聯絡人（地址簿）、日曆、提醒、藍牙分享、Twitter、Facebook和新浪微博。iOS 6還在設定選項中附帶著「限制廣告跟蹤」，讓用戶選擇預防具針對性的廣告。蘋果公司的廣告標識符取代了該公司現有的「唯一裝置識別（UDID）」的標準。廣告網絡尚未使用蘋果公司的廣告標識符，而標識符的標準不會受到影響，儘管蘋果公司於未來會被要求使用該標準。

### 配件

蘋果公司的Lightning。

iPhone 5，以及iPod touch（第５代）、iPod nano（第７代）、iPad（第４代）及iPad mini都採用了名為Lightning的全新設計底座連接器，以取代了蘋果公司於2003年隨第３代iPod而推出的30針蘋果公司底座連接器。全新設計底座連接器為８針插頭，並且所有的訊號是數碼的。這款新連接底座比前一代的體積更小，這有助iPhone 5的體積比其上一代更纖巧。蘋果公司底座連接器在每個插頭的兩側都有雙面的８針，因此可以讓它不需區分正反面，可任意在正反兩面連接。各種配件都可利用該底座連接器轉換為較舊的30針連接器或USB，雖然並非所有舊配件都能正常運作，因為並非所有信號都可用，特別是寶馬汽車的視頻輸出和iPod Out功能。
在2012年9月12日的蘋果公司媒體活動中，他們宣布iPhone 5及其他裝置所包含的耳機被稱為「EarPods」，他們取代了上一代iPhone及iPod所包含的耳機。據科技評論員稱，重新設計的耳機旨在透過容許空氣更自由地進出從而改善音質。蘋果公司表示，重新設計的耳機可以跟「需要花費數百美元的高端耳機互相媲美」。《Gizmodo》及《TechRadar》的評論報告指，儘管重新設計的耳機聽起來比它的前身好，然而評論家認為其產生的聲音質量很差。

### 網絡兼容性
AT&T、威訊無線、Sprint在美國提供LTE網絡，而在英國只有EE電訊及3電訊能夠提供LTE網絡。2013年3月26日，T-Mobile宣布他們將開始出售iPhone 5，使其成為美國全部四家全國性運營商首款銷售的iPhone。T-Mobile的iPhone 5具有A1428 的修改版本，啟用高級無線服務（AWS）的支援。所有銷售iPhone 5的加拿大運營商都擁有自己的LTE網絡，包括Rogers Wireless、Fido Solutions、Bell Mobility、Virgin Mobile Canada、Telus Mobility及Koodo Mobile。
LTE有42個官方認可的頻段，然而基於歷史上在特定地區提供的內容，他們推出了正在合併各地更流行的頻段。在歐洲，可用於LTE包括3G擴展頻段的2.6GHz和1,800MHz出現在包括英國在內的一些地方（800MHz用於清除模擬電視的訊號）。在德國，唯一支援LTE的運營商網絡是T-Mobile，其1,800MHz的頻段分配給LTE。歐洲的一些國家，包括丹麥，挪威，瑞典和其他國家，將無法通過iPhone 5在其當前的LTE網絡上向其客戶提供LTE連接，因為他們已經部署iPhone 5不支援的2.6 GHz頻段LTE，2012年11月，瑞士電信的代表報告稱，iPhone 5僅支援經過蘋果公司測試和認證的LTE網絡。
同時，支援LTE網絡，使得仰賴行動寬頻與高速聯網的雲端、串流、影視等得以实现，內建iOS 6作業系統，首次內建蘋果地圖。
跟iPhone 4s不同，iPhone 5是蘋果公司生產的唯一「世界手機」。iPhone 5有３個版本，它們所使用頻率的也有所不同。該３個版本均適用於美國800MHz和1900MHz頻段的2G GSM/GPRS和3G UMTS/EDGE網絡，以及用於其他地方的900MHz和1800MHz頻段。CDMA A1429模型是適用於CDMA網絡，例如是Sprint和威訊無線。另一個版本僅在1700/2100MHzAWS頻段上支持LTE，然後在美國恢復轉換為數碼電視（第52至56頻道），目前唯一支援該頻段網絡的是AT＆T。GSM A1429支持其他國家/地區提供幾種其他的LTE頻段，例如LTE頻段１、３、５。

## 評價

### 重要的評價
iPhone 5主要獲得評論員和評審的正面評價，《Engadget》的添·史蒂文斯（Tim Stevens）稱讚iPhone 5超越了iPhone 4S的高分辨率屏幕，他認為這是市場上最佳的手機屏幕之一。然而，史蒂文斯對新的連接器持批評態度，因它跟裝置並不兼容，而其連接線取代以往的30針連接器，雖然《洛杉磯時報》曾報導指這使裝置較其前身體積更小，是個必要的變化。《Engadget》同意蘋果公司履行了其網站上所宣稱的大部分承諾，例如「更好的電池性能」，「兩倍的圖形表現」及「快了兩倍」。《紐約時報》的戴維·波格認為４英寸的Retina顯示螢幕是「不錯，但非改變生活的變化」，並讚賞Lightning連接器的尺寸、堅固性及可逆性，同時注意到它缺乏對舊配件的支援，標記著「蘋果公司於殺掉技術已有悠久的歷史，公眾已經愛上了不方便而且昂貴的東西」。《今日美國》的科技專欄作家埃德·貝格（Ed Baig）對此印象深刻，蘋果已經滿足了公眾對iPhone 5的「崇高期望」。在修復能力審查中，iFixit發現iPhone 5比其前身更容易拆卸和維修。
《連線》報導指iPhone 5的設計，在iPhone 5s和iPhone SE上所進行的，被認為是「長期以來一直是蘋果公司手機設計的金童及一般手機的基準」，雖然隨後的iPhone 6及iPhone 6S的設計並非備受好評，「感覺有點不對勁，好像你拿著一塊650美元的肥皂」。《連線》把iPhone 5描述為「鋁和玻璃一起運作是一種根深蒂固的優雅。其感覺流線型，其顯著跟iPhone 6不同，僅在尺寸上感覺很大。加上，不同於iPhone 6的圓角，iPhone 5在當時的市場上看起來並不像其他任何東西」。但是，iPhone 5的設計不適合擴展，跟iPhone 6及iPhone 6S相比，這可以更好地適應消費者對更大的屏幕手機不斷增長的趨向，這確實催生了iPhone 6及iPhone 6 Plus的平板手機型號。

### 批評
評論員者及評論家對新的地圖應用程式取代iOS 6中的Google地圖持批評態度。據報導，它包含了不同的錯誤，包括地標標籤的位置錯誤，把用戶引導到錯誤的位置，以及衛星圖像質素差劣。在新地圖發布九天後，蘋果公司發表了一份聲明，就著讓用戶帶來的挫敗感致歉，並建議他們嘗試地圖的替代服務。

### 問題
蘋果公司重新設計了iPhone 5的外框，先用金剛石切割並抛光，再以陽極氧化上漆。外間對iPhone5的反應普遍良好，惟有多宗軼事證據聲稱iPhone 5的黑色塗層容易剝落，露出下方明亮的鋁材，甚至是從未使用過的全新裝置的倒角區域已出現缺口。蘋果公司高層對受影響客戶的電子郵件的回覆，總結出鋁磨損是正常的事而白色版则有用户发现其前屏幕漏光。。引用iPhone 4的天線門事件而生的術語「磨損門」被各方媒體應用，如《CNET》、《雅虎新聞》及《All Things Digital》，用於其描述磨損問題。
CNN網站也刊登了署名為Doug Gross的文章，列舉了包括黑色版掉漆、白色版漏光在内的iPhone 5用户的五大怨言。
一些用戶在互聯網上反映稱，白色型號於屏幕背面漏光，雖然這個問題並非iPhone 5獨有，但它也對其他蘋果公司的裝置有所影響。

### 商業上的評價

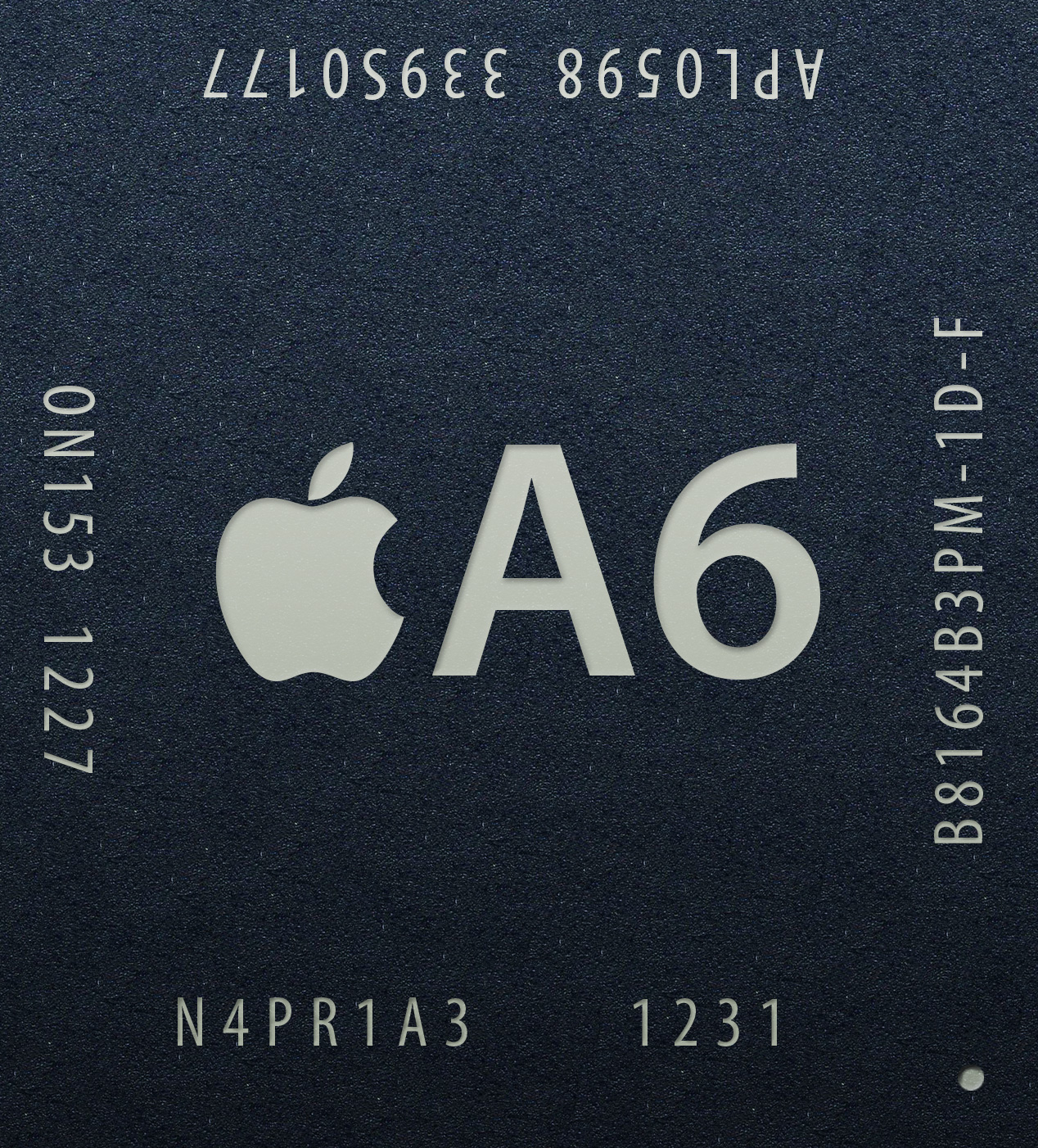
Apple A6晶片較Apple A5細小22%，並且耗電量更低。

《Techcrunch》報導指iPhone 5比iPhone 4及iPhone 4S售罄的速度快20倍。蘋果公司表示「他們被客戶的回應震撼了」。蘋果公司的全球營銷部副總裁菲爾·席勒表示，iPhone 5 於開售的首２４小時內收到了超過200萬宗訂單。AT&T表示iPhone 5是該公司有史以來銷售最快的iPhone，在推出的週末已有超過500萬部的銷量，並且已超過可用的供應量。根據Kantar Worldpanel ComTech發布的市場份額報告指，iPhone 5的發布及銷售也減緩了Android的增長速度。隨著初始發行的16天後，它佔該段時期的所有手機銷售量的20％以上。
J.P.摩根公司的首席經濟學家米高·費羅里（Michael Feroli）表示，「iPhone 5的銷售量可能會使美國年均國內生產總值增長32億美元，或者每年128億美元 。」在iPhone 5發布前及發布後不久，蘋果公司的股價升至創紀錄的$705.07美元，但在三個月內跌至507.48美元。根據埃里克·薩維玆（Eric Savitz）的分析，蘋果公司的股價下跌，以及由此而產生的損失並非新地圖應用程式出現任何問題所導致的結果，但此事讓投資者失望。他指出，最初的硬件銷售額僅為500萬，與預測相比高達兩倍，這是主要原因。
自從iPhone 5發布以來，上一代iPhone的折扣讓蘋果公司於美國及日本保持著市場領先的地位，然而在全球市場中，iPhone繼續落後於各種Android手機的總和。

### iPhone時間軸
| iPhone型號年表 |
| -------------- |
|                |

## 引用参考
1. 1 2 3 4   (新闻稿). Apple Inc. 2012-09-12  [2015-03-09]. （原始内容存档于2017-01-30）.
2. ↑  . Times of India. 2012-11-02  [2012-11-23]. （原始内容存档于2013-07-23）.
3. ↑  . Enter.Co. 2012-10-24  [2013-03-13]. （原始内容存档于2013-01-25） （西班牙语）.
4. 1 2 3  . Apple Inc. 2012-12-03  [2012-12-03]. （原始内容存档于2012-12-04）.
5. 1 2 3   (新闻稿). Apple Inc. 2012-09-17  [2015-03-09]. （原始内容存档于2017-03-18）.
6. ↑   (新闻稿). Apple. 2012-09-17  [2012-09-24]. （原始内容存档于2012-09-24）.
7. 1 2   (新闻稿). Apple Inc. 2012-09-24  [2015-03-09]. （原始内容存档于2017-04-27）.
8. 1 2 3  . iFixit.   [2012-10-24]. （原始内容存档于2012-10-09）.
9. ↑  . iFixit. September 2012  [2014-12-22]. （原始内容存档于2020-07-02）.
10. ↑  . Chipworks. 2012-09-21  [2014-12-22]. （原始内容存档于2015-05-03）.
11. ↑  .   [2019-09-13]. （原始内容存档于2019-09-03）.
12. 1 2  Savov, Vlad. . The Verge (Vox Media). 2012-09-12  [2012-09-12]. （原始内容存档于2019-04-04）.
13. 1 2  . IBN Live. 2013-09-11  [2013-09-11]. （原始内容存档于2013-09-12）.
14. ↑  German, Kent and La, Lynn. . CNET. 2012-09-11  [2012-09-13]. （原始内容存档于2012-09-14）.
15. ↑  German, Kent; La, Lynn. . CNET. 2012-09-11  [2012-09-13]. （原始内容存档于2012-09-14）.
16. ↑  Whitney, Lance. . CNET. 2012-07-30  [2012-09-13]. （原始内容存档于2012-09-12）.
17. ↑  Whitney, Lance. . CNET. 2012-07-30  [2012-09-13]. （原始内容存档于2012-09-12）.
18. ↑  Lowensohn, Josh. . CNET. 2012-09-04  [2012-09-13]. （原始内容存档于2012-10-28）.
19. ↑  Fingas, Jon. . Engadget. 2012-09-17  [2012-09-17]. （原始内容存档于2016-03-29）.
20. ↑  Graham, Jefferson. . USA Today. 2012-09-24  [2012-10-26]. （原始内容存档于2012-10-11）.
21. ↑  Lowensohn, Josh. . CNET. 2012-09-04  [2012-09-13]. （原始内容存档于2012-09-07）.
22. ↑  Lowensohn, Josh. . CNET. 2012-11-29  [2012-12-02]. （原始内容存档于2013-03-29）.
23. ↑  Tsukayama, Hayley. . The Washington Post. 2012-11-30  [2012-12-02]. （原始内容存档于2012-11-30）.
24. ↑  .   [2013-09-11]. （原始内容存档于2013-09-12）.
25. 1 2  . Apple Inc. 2012-09-12  [2019-09-14]. （原始内容存档于2012-09-13）.
26. 1 2  . Apple. 2014-04-28  [2014-09-15]. （原始内容存档于2017-02-04）.
27. 1 2  . Apple. 2014-08-23  [2014-09-15]. （原始内容存档于2017-02-20）.
28. 1 2  Andrew Cunningham. . Ars Technica. 2014-08-23  [2014-09-15]. （原始内容存档于2014-09-15）.
29. ↑  Rosenblatt, Joel. . The Sydney Morning Herald. 2012-10-03  [2012-11-01]. （原始内容存档于2012-11-05）.
30. ↑  Philipson, Alice. . The Telegraph (London). 2012-10-02  [2012-10-07]. （原始内容存档于2012-10-06）.
31. ↑  Rosenblatt, Joel. . WAtoday. 2012-10-04  [2012-10-07]. （原始内容存档于2012-10-05）.
32. ↑  Manjoo, Farhad. . Slate. 2012-10-08  [2012-10-15]. （原始内容存档于2012-10-15）.
33. ↑  Steven Levy. . Wired. 2011-11-29  [2014-09-15]. （原始内容存档于2014-09-15）.
34. ↑  . Apple.   [2014-09-15]. （原始内容存档于2012-09-17）.
35. ↑  Dahl, Cecelia. . Auto Mobile. 2012-09-13  [2012-09-14]. （原始内容存档于2014-03-07）.
36. ↑  . 2012-09-13  [2012-09-14]. （原始内容存档于2012-09-16）.
37. ↑  McCann, John. . Tech Radar. 2012-09-13  [2012-09-13]. （原始内容存档于2012-09-15）.
38. ↑  . micgadget. 2012-05-24  [2014-09-15]. （原始内容存档于2014-09-15）.
39. ↑  Anand Lal Shimpi. . AnandTech. 2012-09-15  [2012-10-11]. （原始内容存档于2012-09-15）.
40. ↑  O'Brien, Terrence. . Engadget. 2012-09-12  [2012-09-12]. （原始内容存档于2012-09-13）.
41. ↑  Lal Shimpi, Anand. . Anandtech. 2012-09-21  [2012-10-24]. （原始内容存档于2012-09-22）.
42. ↑  Humphries, Matthew. . Geek.com. 2012-09-28  [2012-10-04]. （原始内容存档于2012-09-30）.
43. ↑  .   [2019-09-14]. （原始内容存档于2020-05-01）.
44. ↑  Chang, Alexandria. . Wired. 2012-09-13  [2012-12-26]. （原始内容存档于2012-12-22）.
45. 1 2  . Apple Inc. 2012-09-12  [2012-09-13]. （原始内容存档于2012-09-17）.
46. ↑  Fingas, Jon. . Engadget. 2012-09-12  [2012-09-13]. （原始内容存档于2012-09-14）.
47. ↑  Tanous, Jim. . The Mac Observer. 2012-09-16  [2012-09-16]. （原始内容存档于2012-09-18）.
48. ↑  Cheredar, Tom. . VentureBeat. 2012-09-12  [2012-09-27]. （原始内容存档于2012-09-26）.
49. ↑  . CNN. 2012-10-02  [2013-01-01]. （原始内容存档于2012-11-06）.
50. ↑  Schmerer, Kai. . ZDNet. 2012-10-19  [2012-10-21]. （原始内容存档于2012-10-21）.
51. ↑  Lal Shimpi, Anand. . Anandtech. 2012-09-21  [2012-10-21]. （原始内容存档于2012-12-29）.
52. ↑  Lal Shimpi, Anand, Klug, Brian and Gowri, Vivek. . Anandtech. 2012-10-16  [2012-10-21]. （原始内容存档于2012-10-18）.
53. ↑  Wolverton, Troy. . SiliconBeat. 2012-09-24  [2012-09-25]. （原始内容存档于2012-09-26）.
54. ↑  D. O'Grady, Jason. . ZDNet. 2012-09-14  [2012-10-24]. （原始内容存档于2012-10-11）.
55. ↑  McGlaun, Shane. . SlashGear. 2012-09-12  [2012-12-27]. （原始内容存档于2012-11-27）.
56. 1 2  Friedman, Lex. . Macworld. Mac Publishing. 2012-09-15  [2012-09-15]. （原始内容存档于2012-09-15）.
57. 1 2   (PDF). Apple Inc. 2012-05-07  [2012-05-20]. （原始内容 (PDF)存档于2012-03-08）.
58. ↑  . Apple Inc. 2012-09-12  [2012-09-14]. （原始内容存档于2012-09-15）.
59. ↑  蘋果公司的WWDC主題演講。
60. ↑  . Apple Inc. 2012-03-07  [2012-09-15]. （原始内容存档于2012-09-17）.
61. 1 2 3 4 5  . Apple Inc. 2012-09-12  [2012-09-15]. （原始内容存档于2012-09-02）.
62. 1 2 3 4  Peckham, Matt. . Time. 2012-09-12  [2012-09-19]. （原始内容存档于2012-09-17）.
63. ↑  Britney, Fitzgerald. . The Huffington Post. 2012-09-20  [2012-09-28]. （原始内容存档于2012-09-26）.
64. ↑  Lawler, Richard. . Engadget. 2012-09-20  [2012-10-24]. （原始内容存档于2012-10-29）.
65. ↑  .   [2012-09-21]. （原始内容存档于2012-09-20）.
66. ↑  Christopher Versace. . Forbes. 2012-09-11  [2012-09-19]. （原始内容存档于2012-09-13）.
67. ↑  Seth Rosenblatt. . CNET. 2012-09-14  [2012-09-19]. （原始内容存档于2012-11-03）.
68. 1 2  Rodriguez, Salvador; Chang, Andrea. . Los Angeles Times. 2012-09-13  [2012-10-23]. （原始内容存档于2012-10-14）.
69. ↑  . Apple Inc. 2012-09-12  [2012-09-13]. （原始内容存档于2012-09-15）.
70. ↑  McGlaun, Shane. . SlashGear. 2012-09-13  [2012-09-13]. （原始内容存档于2012-09-15）.
71. ↑  Goldman, David. . CNN. 2012-09-13  [2012-09-13]. （原始内容存档于2012-09-16）.
72. ↑  Lavrinc, Damon. . Wired. 2012-09-14  [2012-09-21]. （原始内容存档于2012-09-21）.
73. ↑  Gilbert, Jason. . The Huffington Post. 2012-09-13  [2012-10-24]. （原始内容存档于2012-09-16）.
74. 1 2  Gilbert, Ben. . Engadget. 2012-09-12  [2012-10-24]. （原始内容存档于2012-11-05）.
75. ↑  . TechRadar. 2012-09-15  [2012-10-24]. （原始内容存档于2012-10-22）.
76. ↑  Aguilar, Mario. . Gizmodo. 2012-09-14  [2012-10-24]. （原始内容存档于2012-10-25）.
77. ↑  Smith, Mat. . Engadget. 2012-09-12  [2012-09-13]. （原始内容存档于2012-09-14）.
78. ↑  Ray, Bill. . The Register. 2012-09-13  [2012-09-13]. （原始内容存档于2012-09-14）.
79. ↑  Seifert, Dan. . The Verge. 2013-03-26  [2013-03-27]. （原始内容存档于2013-03-27）.
80. ↑  Clover, Juli. . MacRumors. 2013-03-26  [2013-03-27]. （原始内容存档于2013-03-27）.
81. ↑  On, Gary Ng. . iPhone in Canada. 2012-09-12  [2012-09-17]. （原始内容存档于2012-09-16）.
82. ↑  Hardy, Ian. . Mobile Syrip. 2012-09-22  [2012-11-01]. （原始内容存档于2012-10-26）.
83. ↑  . Apple Inc.   [2012-09-15]. （原始内容存档于2020-03-24）.
84. ↑  Herkner, Lutz. . Focus.   [2012-09-14]. （原始内容存档于2019-10-17）.
85. ↑  Ricknäs, Mikael. . PC World. 2012-09-13  [2012-09-17]. （原始内容存档于2012-09-17）.
86. ↑  . Telecoms.com.   [2013-11-24]. （原始内容存档于2013-12-03）.
87. ↑  . CNET.   [2013-11-24]. （原始内容存档于2013-12-03）.
88. ↑  Seifert, Dan. . The Verge. 2012-09-12  [2012-11-03]. （原始内容存档于2012-11-11）.
89. ↑  Stevens, Tim. . Engadget. 2012-09-18  [2012-09-19]. （原始内容存档于2012-09-19）.
90. ↑  David Pogue. . The New York Times. 2012-09-18  [2012-09-19]. （原始内容存档于2012-09-19）.
91. ↑  Baig, Ed. . USA Today (Gannett Company). 2012-09-18  [2012-09-22]. （原始内容存档于2012-09-22）.
92. ↑  . iFixit.   [2012-10-04]. （原始内容存档于2012-10-13）.
93. ↑  Spence, Ewan. .   [2017-01-09]. （原始内容存档于2016-10-29）.
94. ↑  Stinson, Liz. .   [2017-01-09]. （原始内容存档于2016-12-21）.
95. ↑  . Emirates 24/7. Agence France-Presse. 2012-09-20  [2012-09-21]. （原始内容存档于2012-10-06）.
96. ↑  Williams, Christopher. . The Daily Telegraph (London). 2012-09-20  [2012-09-21]. （原始内容存档于2012-09-21）.
97. ↑  Allsopp, Ashleigh. . Macworld. 2012-09-01  [2012-09-21]. （原始内容存档于2012-09-23）.
98. ↑  Nick Wingfield; Brian X. Chen. . The New York Times. 2012-09-28  [2019-09-19]. （原始内容存档于2019-05-02）.
99. ↑  .   [2012-10-03]. （原始内容存档于2012-09-29）.
100. ↑  Weintraub, Seth. . 9to5Mac. 2012-09-25  [2012-10-20]. （原始内容存档于2012-10-16）.
101. ↑  . ExtremeTech. 2012-09-26  [2016-04-14]. （原始内容存档于2016-04-16）.
102. ↑  .   [2013-01-30]. （原始内容存档于2013-01-30）.
103. ↑  .   [2012-10-06]. （原始内容存档于2012-11-05）.
104. ↑  MacManus, Christopher. . CNET. 2012-09-21  [2012-10-19]. （原始内容存档于2012-10-31）.
105. ↑  Epstein, Zach. . Yahoo News. 2012-10-10  [2012-11-09]. （原始内容存档于2012-10-15）.
106. ↑  Whitney, Lance. . CNET. 2012-09-24  [2012-10-07]. （原始内容存档于2012-11-05）.
107. ↑  Gallagher, Billy. . TechCrunch. 2012-09-14  [2012-09-16]. （原始内容存档于2012-09-15）.
108. ↑  . News Limited. Agence France-Presse (AFP). 2012-09-17  [2012-09-17]. （原始内容存档于2012-09-18）.
109. ↑  Smith, Jake. . 9to5Mac. 2012-09-17  [2012-09-18]. （原始内容存档于2012-09-19）.
110. ↑  Stern, Joanna. . ABC News. 2012-09-24  [2012-09-27]. （原始内容存档于2012-09-27）.
111. ↑  Lomas, Natasha. . TechCrunch. 2012-10-30  [2012-11-06]. （原始内容存档于2012-11-02）.
112. ↑  . iQmetrix.   [2014-02-22]. （原始内容存档于2014-02-28）.
113. ↑  Tripathi, Shruti; Griffith, Gabriella. . London Loves Business. 2012-09-12  [2012-09-13]. （原始内容存档于2012-09-14）.
114. ↑  Etherington, Darrell. . TechCrunch. 2012-09-17  [2013-01-08]. （原始内容存档于2013-01-17）.
115. ↑  Epstein, Zach. . Boy Genius Report. 2012-12-28  [2013-01-08]. （原始内容存档于2013-01-15）.
116. ↑  Savitz, Eric. . Forbes. 2012-10-01  [2012-10-07]. （原始内容存档于2012-10-04）.
117. ↑  Leach, Anna. . The Register. 2013-01-22  [2013-01-23]. （原始内容存档于2013-01-25）.
118. ↑  Apple Inc. (2007–2025). iPhone News - Newsroom Archive. Retrieved February 19, 2025.

## 外部連結
- iPhone 香港官方網站（页面存档备份，存于）（繁體中文）

| 前任： iPhone 4S | iPhone 5 第六代 | 繼任： iPhone 5c iPhone 5s |